# Rödskog

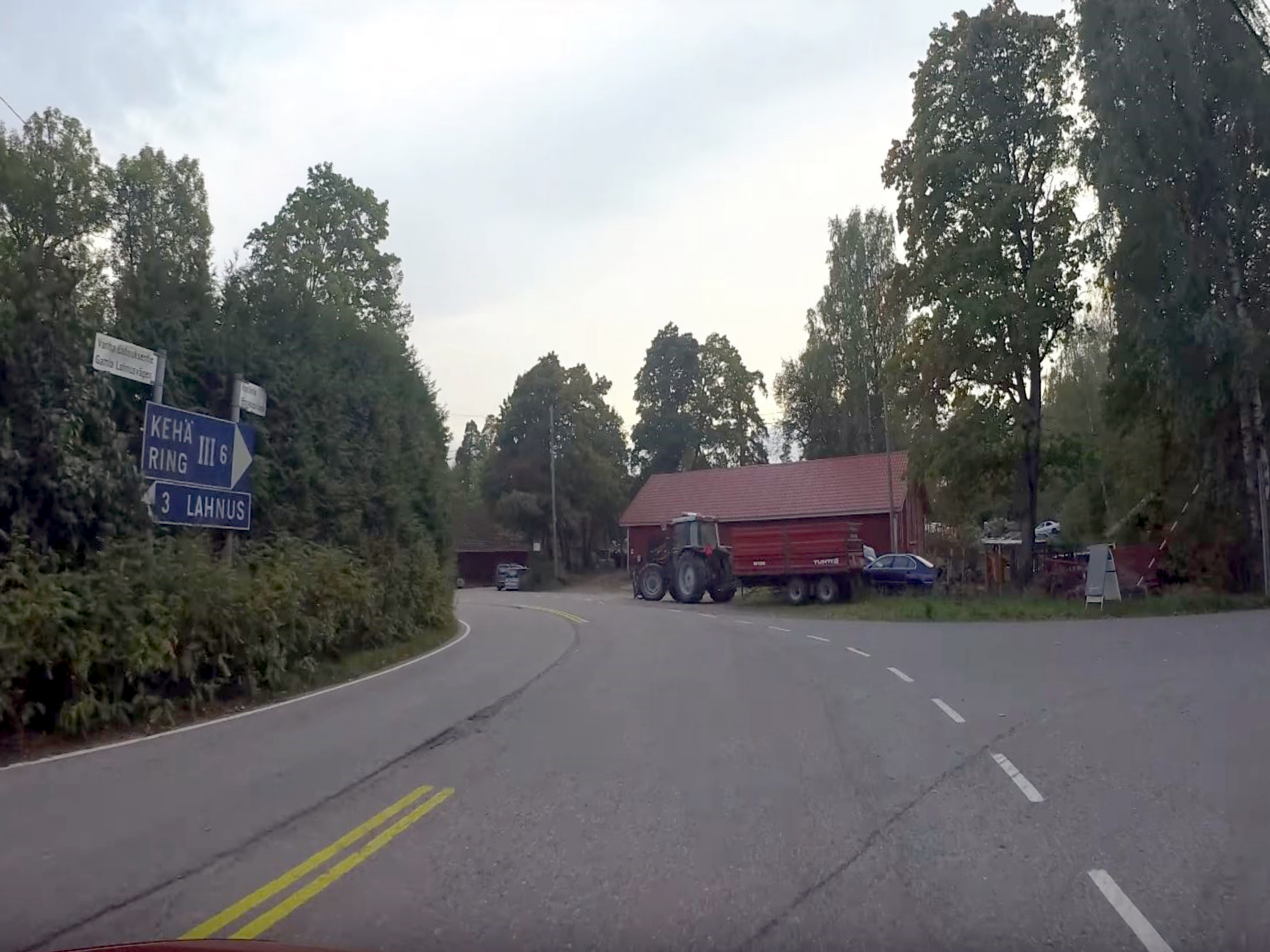
Vägkorsning i Rödskog

Rödskog (finska: Röylä) är en stadsdel i Esbo stad och hör administrativt till Norra Esbo storområde. 
Rödskog är ett gammalt bynamn: Rödskogo (1492), Rödskogh (1540), Rödskog (1541). Namnet kommer antagligen från uttrycket rödjad skog, rödning, rödsel, rödslan eller rödja. Det finska namnet har tagits fram med utgångspunkt i det svenska namnet. Namnparet Röylä – Rödskog blev stadsdelens officiella namn år 1965.
Snettans är en by i Rödskog. 